# Fiennes (gemeente)
Fiennes is een gemeente in het Franse departement Pas-de-Calais (regio Hauts-de-France) en telt 860 inwoners (2005). De plaats maakt deel uit van het arrondissement Calais.

## Geografie
De oppervlakte van Fiennes bedraagt 11,7 km², de bevolkingsdichtheid is 73,5 inwoners per km².
De onderstaande kaart toont de ligging van Fiennes (gemeente) met de belangrijkste infrastructuur en aangrenzende gemeenten.

## Demografie
Onderstaande figuur toont het verloop van het inwonertal (bron: INSEE-tellingen).